# Programa Nacional de Educación Sexual
El Programa Nacional de Educación Sexual fue creado por el Estado peruano en 1996 durante el gobierno de Alberto Fujimori. El programa fue dirigido e implementado por el Ministerio de Educación (MINEDU) para incorporar la educación sexual en el currículo nacional de educación básica obligatoria. Fue un programa que obtuvo el apoyo de la nousenwikipediachavos cooperación internacional y de la sociedad civil. Tuvo como objetivo favorecer la formación integral de los educandos, los padres de familia y la comunidad en temas de sexualidad.

## Antecedentes
En 1980, el gobierno peruano implementó el Programa Nacional de Educación en Población en el nivel de educación secundaria. Hasta 1990, fecha en que finalizó, tuvo un enfoque demográfico debido al planteamiento político de reducir la pobreza. El programa logró incorporar contenidos de educación sexual en los cursos de educación familiar, educación cívica y familia, y civismo.

## Historia
El Estado peruano implementó este programa gracias a las demandas internacionales y nacionales tras la Conferencia Internacional sobre la Población y el Desarrollo (El Cairo, 1994) y la IV Conferencia Mundial sobre la Mujer (Pekín, 1995).
A diferencia del programa de 1980, el enfoque poblacional es sustituido hacia un enfoque de derechos sexuales y reproductivos. A los contenidos educativos sobre planificación familiar, se sumaron temas como las ITS, la violencia sexual infantil y el embarazo adolescente. El programa logró capacitar a 12.500 docentes; sin embargo, fue limitado en cuanto a su contenido y la definición de metas que permitieran la evaluación de sus objetivos.
En el año 2000, la educación sexual pasó a ser responsabilidad del Área de Prevención Psicopedagógica, a cargo de la Oficina de Tutoría y Prevención Integral del MINEDU, con lo cual el programa dejó de ser nacional.

## Campañas
- Sé cuidar mi cuerpo[3]